# Carl-Michael Alw
Carl-Michael Alw, född 3 oktober 1926 i Kungsholms församling i Stockholm, död 10 oktober 1997 i Älmsta, Väddö, var en svensk barnskådespelare.
Han var bror till skådespelaren Sven Göran Alw, son till skådespelarna Gabriel Alw och Eva Scholander, som var dotter till lutsångaren Sven Scholander.

## Filmografi
- 1940 – Stora famnen
- 1940 – Swing it, magistern!
- 1941 – En fattig miljonär
- 1942 – Vårat gäng